# Ali Fuat Cebesoy
Ali Fuat Cebesoy (23 septembre 1882, Constantinople - 10 janvier 1968, Istanbul) est un officier militaire, un homme politique et un homme d'État turc. Son père est İsmail Fazıl Paşa et sa mère est Zekiye Hanım. Il fait ses études à l'École militaire en 1902, avant d'entrer à l'École de guerre turque en 1905.

## Carrière militaire
À la sortie de l'école de guerre, il est affecté à Beyrouth puis à Thessalonique et devient lieutenant en 1907. Après avoir servi d'attaché militaire à Rome, Cebesoy participe aux guerres balkaniques. Il se distingue à la bataille de Bizani qui aboutit cependant à la perte de Ioannina. Il est promu au rang de lieutenant-colonel.
Pendant la Première Guerre mondiale, il est promu au rang de colonel en 1915, puis au rang de général de division en 1917. Il participe à la campagne du Sinaï et de la Palestine et à celle du Caucase. Après la signature du Traité de Montreux, il rapatrie ses corps d'armée de la Syrie à la ville d'Ereğli de Konya puis d'Ankara.

## Guerre d'indépendance
Il signe le protocole d'Amasya et participe à la guerre d'indépendance turque. Il rejoint les armées kémalistes avec qui il participe à la défense du territoire national contre les armées grecques. Après le Congrès de Sivas en 1920, il est nommé commandant général des forces nationales par le conseil des représentants. Il est élu la même année député au parlement. 
En raison de sa mésentente avec İsmet İnönü, commandant en chef des forces turques, Mustafa Kemal préfère l'éloigner en le nommant ambassadeur à Moscou où il négocie l'appui de l'Union soviétique, afin que les nationalistes turcs reçoivent des armes et de l'argent venant de Russie. À son retour en Turquie, il est nommé vice-président du parlement.

## Vie politique
Après la proclamation de la République par Mustafa Kemal, il devient député. Opposé au programme de modernisation entrepris par Atatürk, il crée avec d'autres pachas, dont Rauf Orbay et Kazım Karabekir un parti politique d'opposition, le Parti républicain progressiste (Terakkiperver Cumhuriyet Fırkası). Il est élu en tant que secrétaire général du parti en 1924. Après la révolte kurde menée par le Cheikh Saïd, le parti est dissous. En 1926, il est accusé avec des militaires et l'opposition d'un projet d'attentat contre Mustafa Kemal. Il est acquitté en 1926 par le tribunal d'Izmir.
Il reste éloigné de la vie politique de 1927 à 1931. C'est en 1931 qu'il fait son retour en politique, en étant élu député de Konya. Il est le député de Konya et d’Eskişehir jusqu'en 1950. De 1939 à 1943, il exerce la charge de ministre des Travaux publics, ministre des Transports de 1943 à 1946 et de président du parlement en 1948. Puis il tente de se présenter aux élections législatives pour le Parti démocrate, mais il n'a pas été élu. Après, Cebesoy est élu député d'Istanbul de 1950 à 1960. Il se retire de la vie politique après le coup d'État militaire du 27 mai 1960.
Cebesoy est mort en 1968, à l'âge de 86 ans, il a été enterré à l'arrière-cour d'une mosquée près de Geyve.